# Mac OS X v10.2
Pour les articles homonymes, voir Jaguar (homonymie).
Mac OS X version 10.2, du nom de code Jaguar est la troisième mise à jour majeure de Mac OS X, le système d'exploitation d'Apple. Il suit Mac OS X 10.1 « Puma » et précède Mac OS X 10.3 « Panther ».
Il a été lancé le 23 août 2002.

## Fonctionnalités
- Meilleur support des réseaux Microsoft Windows
- Quartz Extreme, compositing graphique directement sur la carte vidéo
- un filtre anti-pourriel adaptatif
- Un répertoire de contacts partagé par l'ensemble des applications
- Le protocole réseau Rendezvous
- iChat, un client AOL Instant Messenger développé officiellement par Apple
- Un Finder revisité, avec une zone d'entrée des recherches dans chaque fenêtre de navigation
- Une accessibilité renforcée (Apple Universal Access)
- Sherlock 3
- Des performances systèmes grandement améliorées
- iDVD, iLife version 3.0.3.

## Offre d'Apple
Apple a offert des versions de Mac OS X 10.2 aux professeurs.

## Historique des versions
- 18 septembre 2002 : Mac OS X 10.2.1[1]
- 11 novembre 2002 : Mac OS X 10.2.2[2]
- 19 décembre 2002 : Mac OS X 10.2.3[3]
- 13 février 2003 : Mac OS X 10.2.4[4]
- 10 avril 2003 : Mac OS X 10.2.5[5]
- 6 mai 2003 : Mac OS X 10.2.6[6]
- 3 octobre 2003 : Mac OS X 10.2.8[7],[8]

Mac OS X 10.2.7 est disponible seulement pour les Power Mac G5 et PowerBooks G4 « aluminum » vendus avant Mac OS X 10.3. Officiellement, il n'a jamais été disponible au grand public.
Mac OS X 10.2.8 est la dernière version de Mac OS X qui est officiellement compatible avec les Power Macintosh G3 « beiges ».